# Chlumek
Chlumek (německy Chlumek) je obec v okrese Žďár nad Sázavou v kraji Vysočina. Žije zde 161 obyvatel. Leží 12 km západně od Velkého Meziříčí.
Sousedními obcemi sídla jsou Otín, Kamenice, Pavlínov a Měřín. Součástí obce jsou též osady Benešov a Dvůr.

## Historie
První písemná zmínka o vesnici je z roku 1556.
| Rok            | 1869 | 1880 | 1890 | 1900 | 1910 | 1921 | 1930 | 1950 | 1961 | 1970 | 1980 | 1991 | 2001 | 2006 | 2013 |
| Počet obyvatel | 300  | 352  | 326  | 333  | 346  | 363  | 369  | 265  | 292  | 286  | 251  | 195  | 180  | 182  | 183  |

## Pamětihodnosti
- Kaple Nejsvětější Trojice